# Alina Boz

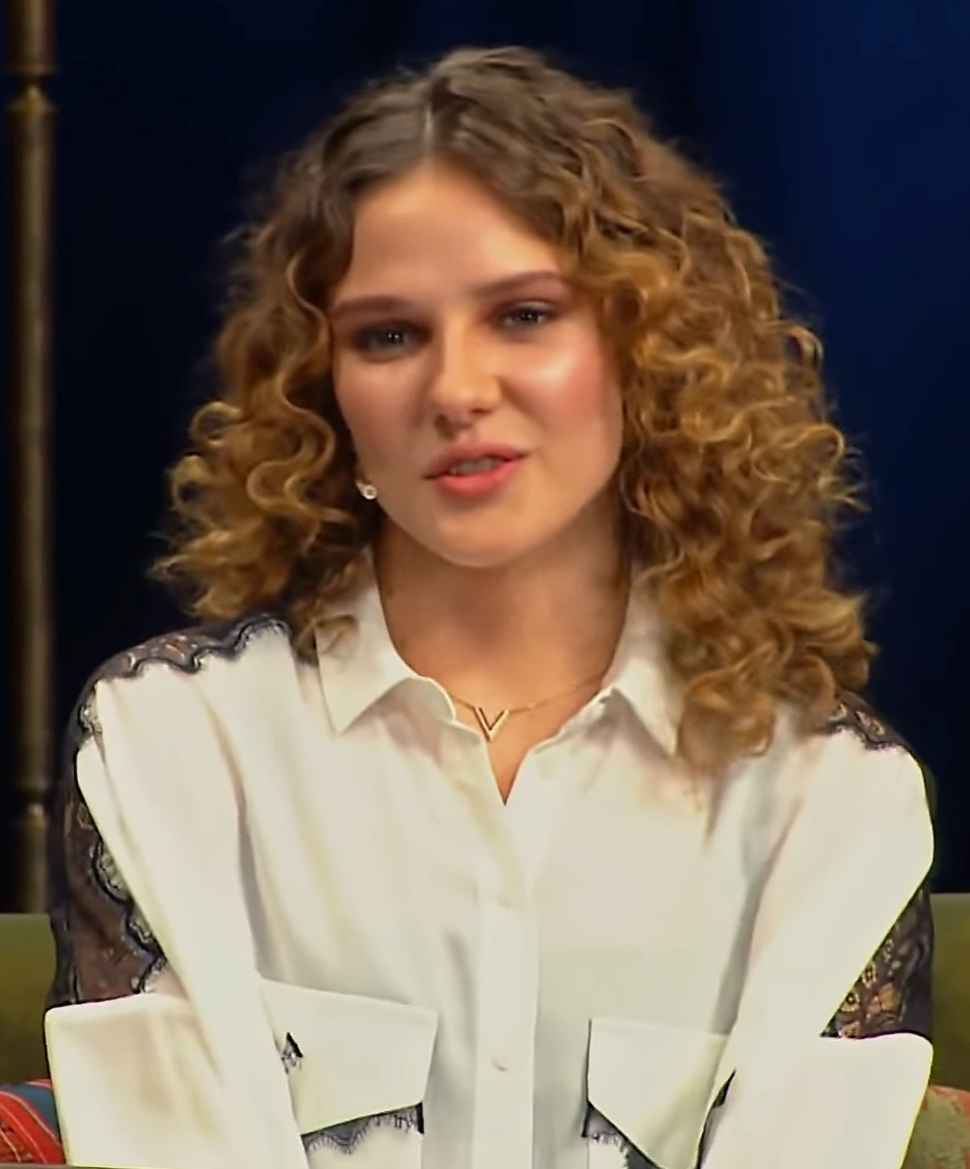
Alina Boz, 2018

Alina Boz (anhörenⓘ russisch Алина Боз; * 14. Juni 1998 in Moskau) ist eine türkische Schauspielerin.

## Leben und Karriere
Boz wurde am 14. Juni 1998 in Moskau geboren. Sie ist die Tochter eines türkischen Vaters und einer russischen Mutter. Boz Familie väterlicherseits ist von Bulgarien in die Türkei eingewandert. Boz war sieben Jahre alt, als ihre Familie aufgrund des neuen Jobs ihres Vaters in die Türkei zog.  Dort besuchte sie die Grundschule. Sie spricht Türkisch, Russisch und Englisch. Sie studierte an der Universität Theater. Bevor sie mit dem Schauspielen anfing, arbeitete Boz als Model für Werbespots und Zeitschriften.
2013 spielte sie in der Serie Cesur Hemşire mit. Danach setzte Boz 2014 ihre Karriere in Paramparça fort. Anschließend trat sie 2016 in dem Film Kaçma Birader auf. 2017 bekam sie eine Rolle in dem Kinofilm Böluk. Unter anderem spielte sie in Sevdanın Bahçesi mit. Boz wurde für die Serie Vatanım Sensin als Prinzessin Anastasia Romanova gecastet. Ihre erste Hauptrolle bekam sie in der Serie Elimi Bırakama.
Dann setzte Boz ihre Karriere in der Netflixserie Aşk 101 fort. 2021 spielte sie in Maraşlı mit. 2021 unterschrieb sie einen Vertrag für die Marke Duru, dort erhielt sie eine Million türkische Lira für den Deal. Der Werbespot wurde in Bursa gedreht.  Gleichzeitig spielte Boz in der Fortsetzung von Aşk 101 mit, die am 30. September 2021 auf Netflix erschien. 2021 wurde sie für den Film Bandırma Füze Kulübü gecastet.

## Filmografie
Filme
- 2016: Kaçma Birader
- 2017: Bölük
- 2022: Babamın Öldüğü Gün
- 2022: Bandırma Füze Külübü

Serien
- 2013: Cesur Hemşire
- 2014–2017: Paramparça
- 2017: Vatanım Sensin
- 2017: Sevda'nın Bahçesi
- 2018–2019: Elimi Bırakma
- 2020–2021: Love 101 (Aşk 101)
- 2021: Maraşlı
- 2022: Bir Peri Masalı